# Прієвор (Дубровник)
42°40′ пн. ш. 18°07′ сх. д. / 42.66° пн. ш. 18.11° сх. д.
Прієвор (хорв. Prijevor) — населений пункт у Хорватії, в Дубровницько-Неретванській жупанії у складі міста Дубровник.

## Населення
Населення за даними перепису 2011 року становило 453 осіб.
Динаміка чисельності населення поселення: